# Suojie (sockenhuvudort i Kina, Hunan Sheng, lat 29,88, long 110,91)
Suojie (kinesiska: 所街, 所街乡) är en sockenhuvudort i Kina. Den ligger i provinsen Hunan, i den södra delen av landet, omkring 270 kilometer nordväst om provinshuvudstaden Changsha. Antalet invånare är 23 877. Befolkningen består av 11 506 kvinnor och 12 371 män. Barn under 15 år utgör 14,0 %, vuxna 15-64 år 70 %, och äldre över 65 år 14,0 %.
Runt Suojie är det ganska tätbefolkat, med 172 invånare per kvadratkilometer. Närmaste större samhälle är Moshi, 13,6 km söder om Suojie. I omgivningarna runt Suojie växer huvudsakligen savannskog.
Genomsnittlig årsnederbörd är 1 698 millimeter. Den regnigaste månaden är september, med i genomsnitt 277 mm nederbörd, och den torraste är december, med 17 mm nederbörd.